# Конфігурація (хімія)
Молекуля́рна конфігура́ція (англ. molecular configuration) — просторове розташування атомів або їх груп у хіральній сфері (тобто довкола хіральних центрів) або в жорсткій частині молекулярної частинки (кільце, подвійний зв'язок) без врахування конформаційних відмінностей (тобто змін, викликаних обертанням навколо одинарних зв'язків). 
Конфігурації позначають як R/S, D/L, E/Z.
Конфігурація молекули, яка має кілька центрів хіральності, вважається за описану повністю, якщо відома конфігурація кожного центра. 
Повна конфігурація характеризує стереоізомер.